# 宇宙統合機能構成部隊
宇宙統合機能構成部隊（うちゅうとうごうきのうこうせいぶたい Joint Functional Component Command for Space,JFCC SPACE）はかつて存在したアメリカ戦略軍指揮下の部隊。指揮官は第14空軍と兼任であり、中将が指揮を執る。統合機能構成部隊(Joint Functional Component Commands) の一つであり、2005年設置の宇宙および地球規模攻撃機能構成部隊(Joint Functional Component Command for Space and Global Strike,JFCC SGS)を再編・分割して2006年9月12日に設立された。
アメリカ合衆国の軍事上の人工衛星管理・運用を統合して行う組織であり、宇宙空間に関する指揮統制はJFCC SPACE司令官に統合・単一化される。部隊は空軍宇宙軍団第14空軍を主力に海軍・陸軍の組織も加えて編成されている。人工衛星の打ち上げのほか、人工衛星運用による情報収集・偵察・監視、運用計画の策定、弾道ミサイル打ち上げの早期警戒も実施する。
2017年12月1日にはJFCC SPACEは統合軍宇宙構成部隊（Joint Force Space Component Command）に改編されている。同部隊司令官は大将で空軍宇宙軍団司令官と兼任である。